# Desertització
|  | No s'ha de confondre amb desertificació. |

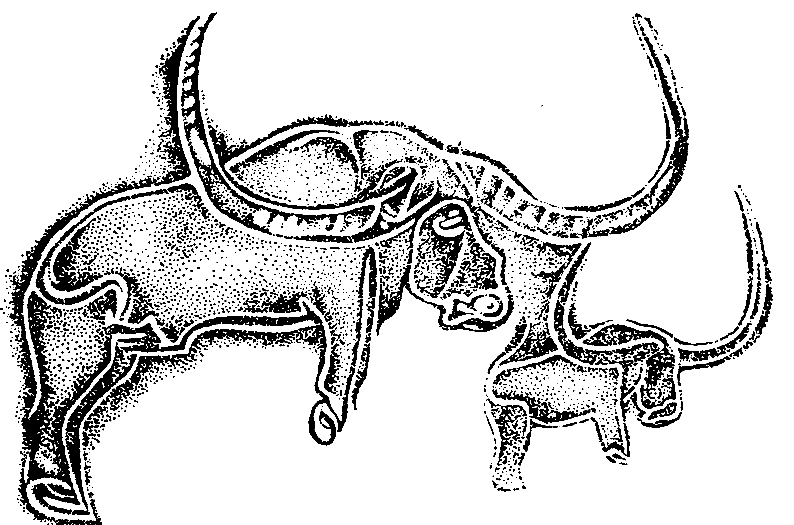
Pintura rupestre del Sàhara a Tassili n'Ajjer, en què es veu un búfal (Bubalus antiquus) que mostra que les condicions de fa uns milers d'anys no eren desèrtiques

La desertització és el procés natural de formació de deserts; no s'ha de confondre amb desertificació, que és el procés de formació de deserts induït per l'ésser humà. La desertització és, doncs, el procés evolutiu natural d'una regió cap a unes condicions morfològiques, climàtiques i mediambientals que es coneixen amb el nom de desert per la seva aridesa.
Els factors que causen la desertització són diversos; factors astronòmics (com els del cicle de Milankovic), geomorfològics (orogènia, distribució de les masses continentals) i dinàmics (relacionats amb l'activitat geològica i biològica de la Terra). La desertització és un fenomen que es produeix sense la intervenció humana, a diferència de la desertificació.
Un dels exemples relativament més recents de desertització és el desert de la Sàhara; fa uns milers d'anys era una sabana amb la seva variada flora i on hi vivien grans animals com hipopòtams, elefants, etc. En les pintures rupestres de Tassili n'Ajjer, es veuen aquests animals i els seus caçadors. L'aridificació natural del seu clima va transformar la zona en el desert extrem actual.

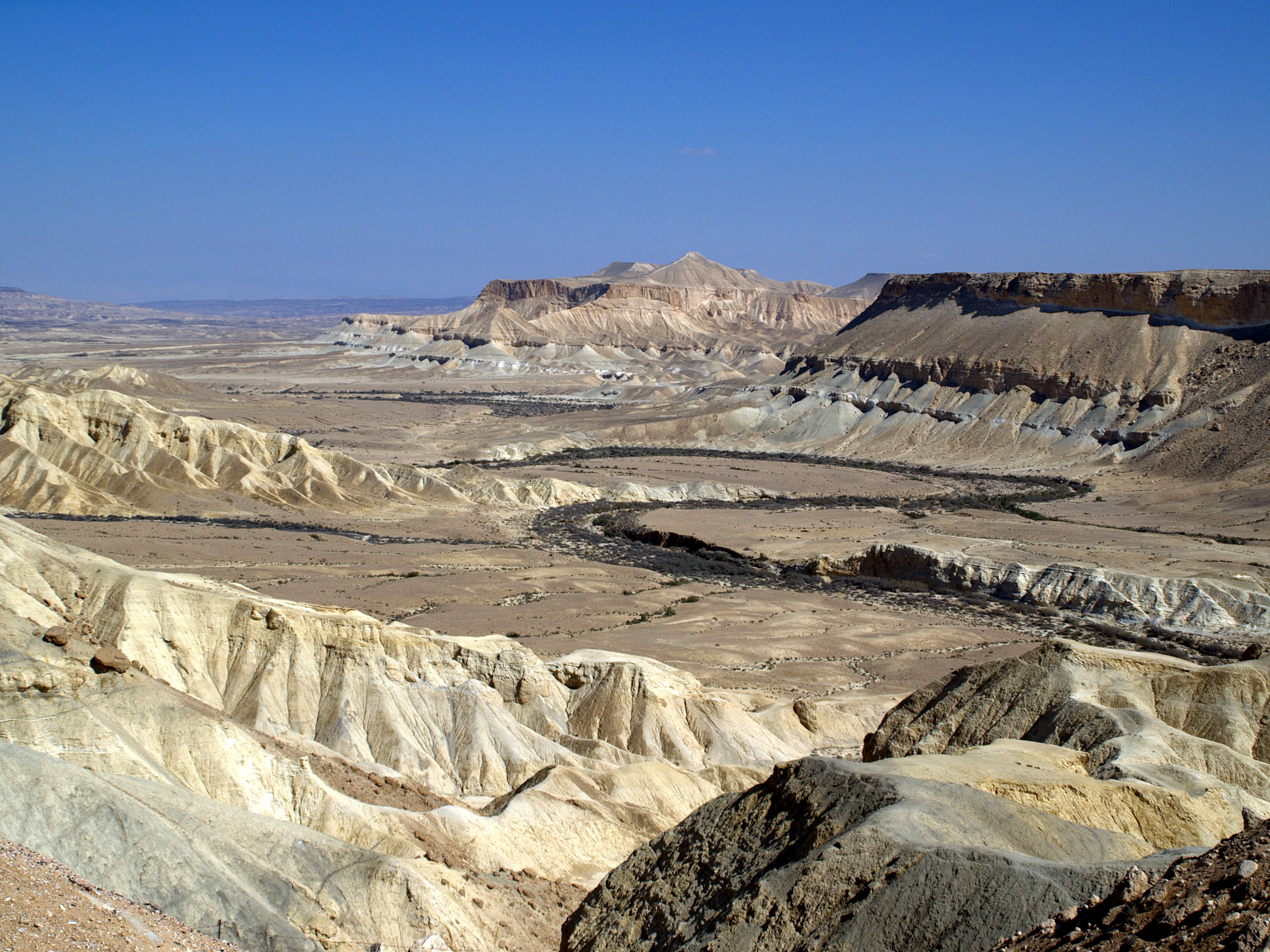
Aquesta vall del desert del Negev a Israel-Palestina s'ha desertitzat d'una manera natural

Es tracta d'un procés de degradació ecològica en el qual el sòl fèrtil i productiu perd totalment o parcial el potencial de producció. Això s'esdevé com a resultat de la destrucció de la seva vegetació, de l'erosió del sòl i la manca o escassetat d'aigua; freqüentment, l'ésser humà afavoreix i incrementa aquest procés com a conseqüència d'activitats com el cultiu no sostenible i el pasturatge excessiu i/o la desforestació i, així, passa a considerar-se un procés de desertificació afegit a la desertització natural.
Segons dades del Programa de les Nacions Unides per al medi ambient (PNUMA), el 35% de la superfície dels continents pot considerar-se com a zones desèrtiques.

## Algunes zones desertitzades
- Madagascar: és el país amb més erosió del món. El seu clima és molt diferent segons l'orientació geogràfica de les zones de l'illa, passant de selva tropical plujosa a semidesert.
- Àfrica: s'hi observa un increment de les zones desèrtiques tant del Sàhara cap al nord com cap al sud. El Sahel africà té una pluviometria interanual molt variable i això afavoreix l'avanç del desert, ja que la pèrdua de fertilitat produïda per les condicions desèrtiques d'un any no es recuperen fàcilment amb la tornada de les pluges.